# Agate (Dakota du Nord)
Pour les articles homonymes, voir Agate (homonymie).
La zone non incorporée d’Agate est située dans les comtés de Rolette et Towner, dans l’État du Dakota du Nord, aux États-Unis. Agate se trouve le long de la North Dakota Highway 66 (en). Bien que n’étant pas incorporée, Agate dispose du code ZIP 58310.

## Histoire
Agate a été établie en 1906. Un bureau de poste a ouvert à Agate en 1907 et a fermé en 1964. La localité a été nommée en raison des gisements d’agate que l’on trouve dans le secteur.

## Source
- (en) Cet article est partiellement ou en totalité issu de l’article de Wikipédia en anglais intitulé « Agate, North Dakota » (voir la liste des auteurs).

1. ↑  (en) Zip Code Lookup « https://web.archive.org/web/20110517025801/http://www.zipinfo.com/cgi-local/zipsrch.exe?cnty=cnty&zip=58310 »(Archive.org • Wikiwix • Archive.is • Google • Que faire ?), 17 mai 2011
2. 1 2  (en) « Explain Origin of All County Towns », Turtle Mountain Star,‎ 5 septembre 1940, p. 7 (lire en ligne, consulté le 2 mai 2015)
3. ↑  (en) « Rolette County », Jim Forte Postal History (consulté le 14 février 2015)